# Passart
Passart is een buurt in het Heerlense stadsdeel Heerlerheide en behoort sinds 1919 tot de gemeente Heerlen. In 2023 had de buurt 2.060 inwoners.
De naam zou afkomstig zijn van het Kasteel Passarts-Nieuwenhagen.
De buurt ligt ten zuiden van het terrein van de voormalige Staatsmijn Emma, welke in 1914 in productie kwam, en ten noorden van steenkolenmijn Oranje-Nassau III, welke in 1910 werd begonnen. Ten zuidwesten resteert de steenberg Koumenberg nog dat als wandelpark is ingericht. In het westen ligt de Hoensbroekse buurt De Dem, gescheiden van de Passart door de Akerstraat, welke de oude verbindingsweg tussen Sittard en Heerlen vormde. In het zuiden vindt men de buurt Ganzeweide en Heerlerheide-Kom.

## Geschiedenis
De buurt ontstond als mijnwerkerskolonie. Van 1912-1918 werden er daartoe 176 woningen gebouwd, ontworpen door Jos Cuypers en Jan Stuyt, in historiserende stijl, met onder meer klokgevels. De straten zijn naar bomen vernoemd. Na 1950 werd de wijk uitgebreid met Passart-Zuid, bestaande uit 350 woningen. Die straten werden naar ontdekkingsreizigers vernoemd. Naast mijnwerkers in dienst van de Staatsmijn, woonden er enkele mijnopzichters en mensen die bij de groeve Carisborg werkzaam waren.
De buurt heeft twee parochiekerken gekend: De Sint-Josephkerk van 1951, deze kerk stond op Hoensbroeks grondgebied en werd in 2010 onttrokken aan de eredienst; en de Sint-Cornelius en Sint-Pauluskerk van 1969, welke in 1991 aan de eredienst werd onttrokken en in 1995 werd gesloopt.
Voorts stonden oorspronkelijk het buurtcentrum "Het Volkshuis" en een bewaarschool in de buurt.
Aangezien het centrum van Heerlen ver weg lag, maakten de bewoners van Passart vanouds veel gebruik van voorzieningen (kerk, school) in het veel dichterbij gelegen Hoensbroek.